# Condado de Limanowa
Nota linguística: Não confundir hrabstwo (condado) com powiat (divisão administrativa)..
Limanowa (polaco: powiat limanowski) é um powiat (condado) da Polónia, na voivodia de Pequena Polónia. A sede é a cidade de Limanowa. Estende-se por uma área de 951,96 km², com 121 153 habitantes, segundo os censos de 2005, com uma densidade 127,27 hab/km².

## Divisões admistrativas
O condado possui:
Comunas urbanas: Limanowa, Mszana Dolna
Comunas rurais: Dobra, Jodłownik, Kamienica, Laskowa, Limanowa, Łukowica, Mszana Dolna, Niedźwiedź, Słopnice, Tymbark
Cidades: Limanowa, Mszana Dolna

## Demografia
População (dados de 30 de Junho de 2005):
|          | Total   | Total | Mulheres | Mulheres | Homens  | Homens |
| -------- | ------- | ----- | -------- | -------- | ------- | ------ |
|          | pessoas | %     | pessoas  | %        | pessoas | %      |
| Total    | 121 153 | 100   | 60 540   | 50       | 60 613  | 50     |
| Cidades  | 22 067  | 100   | 11 390   | 51,6     | 10 677  | 48,4   |
| Povoados | 99 086  | 100   | 49 150   | 49,6     | 49 936  | 50,4   |